# Are Strandli
Are Weierholt Strandli (Stavanger, 18 de agosto de 1988) é um remador norueguês, medalhista olímpico.

## Carreira
Strandli competiu nos Jogos Olímpicos de 2012 e 2016, conquistando a medalha de bronze no Rio de Janeiro ao lado de Kristoffer Brun na prova do skiff duplo peso leve.